# Neofilia
La Neofilia, término popularizado por el escritor de culto Robert Anton Wilson,  es un tipo de personalidad caracterizada por una fuerte afinidad hacia la novedad. El término fue utilizado anteriormente por Christopher Booker en su libro Los Neofílicos (1969), y por J. D. Salinger en su cuento Hapworth 16, 1924 (1965).

## Características
Los neófilos poseen las siguientes características básicas:
- Capacidad de adaptarse rápidamente a un cambio extremo
- Rechazo o falta de gusto por la tradición, la repetición y la rutina
- Tendencia a aburrirse fácilmente de lo viejo
- Deseo, casi obsesión en algunos casos, por experimentar cosas nuevas
- El correspondiente y relacionado deseo de crear cosas nuevas realizando o logrando algo y/o de conflictos sociales u otras formas de disturbios.

Un neófilo es distinto de un revolucionario en el sentido de que cualquiera podría devenir en revolucionario si es suficientemente impulsado por las autoridades o por las normas sociales instituidas, mientras que los neófilos son revolucionarios por naturaleza. Su aborrecencia intelectual hacia la tradición y la repetición normalmente compete una necesidad emocional más profunda de cambio y novedad constantes. El significado de "neófilo" se aproxima pero no es exclusivamente el de "visionario", ya que difiere en que un neófilo busca activamente la experiencia de primera mano de la novedad más que meramente su pontificación.
Lo opuesto de un neófilo es un neófobo; una persona con aversión a la novedad y al cambio. Wilson observa que los neófobos tienden a considerar a los neófilos, especialmente a aquellos más extremos, con miedo y con desprecio, y a tildarlos bajo los nombres de: "bruja," "satanista," "hereje," etc. Él también especula en su serie de libros La Asunción de Prometeo que la etapa de la Revolución Industrial y la Ilustración representa uno de los primeros períodos de historia en que los neófilos constituían una fuerza dominante en sociedad. Los neófilos aceleran los cambios porque así lo prefieren.

## Tipos
Eric S. Raymond, defensor del código abierto y programador, observa que esta personalidad es especialmente predominante en ciertos campos profesionales; en el ámbito de empresas, éstos son en principio la informática y otras áreas de la alta tecnología. Raymond especula con que el progreso acelerado de estos campos (especialmente el de los ordenadores) es un resultado de esto. El amor de un néofilo hacia la novedad probablemente puede dirigirlo a él o ella hacia temas por fuera de las áreas normales del interés humano. Raymond observa una concentración alta de neófilos en o alrededor de lo que llama "subculturas", como fandoms de la ciencia ficción, el neo-paganismo, el transhumanismo, etc., así como en o alrededor de áreas no tradicionales del pensamiento como las teorías marginales o el ocultismo. Raymond observa que la mayoría de los neófilos poseen intereses diversos y erráticos, y tienden a ser ampliamente cultos.
Hay más de un tipo de neófilos. Existen los neófilos sociales (mariposas sociales extremas), neófilos intelectuales (el filósofo revolucionario y el tecnófilo), y los neófilos físico/kinésicose (entusiastas de los deportes extremos). Estas tendencias no son mutuamente excluyentes, y podrían existir simultáneamente en el mismo individuo.

La palabra "neofilia" tiene una relevancia particular en Internet y en la cultura hacker. El Diccionario del Nuevo Hacker brinda la siguiente definición de neofilia:
El rasgo de sentirse entusiasmado y complacido por la novedad. Común entre la mayoría de los hackers, seguidores de la ciencia ficción, y miembros de varios otras subculturas relacionadas, incluyendo 'Tierra Entera', el ala pro-tecnología del movimiento ecologista, activistas espaciales, muchos miembros de Mensa, y la subcultura discordiana/neo-pagana (ver geek). Todos estos grupos se solapan fuertemente y (donde exista evidencia) parecen compartir característicos tropismos hacker por la ciencia ficción y la música.
Estudios recientes descubrieron un posible vínculo entre cierta predisposición a alguna clase de neofilia, con niveles altos de la enzima monoamino oxidasa A.